# NXT (텔레비전 채널)
NXT(엔엑스티)는 필콘미디어가 운영하는 대표 해외드라마 전문 채널이다. 필콘미디어는 Sony Pictures Television과 AXN 브랜드 사용 계약을 종료하고, 자체 브랜드인 NXT를 2월 1일 론칭했다.
SONY의 글로벌 브랜드 AXN은 2010년 소니 픽처스 텔레비전과 CU미디어가 합작하여 AXN 코리아를 설립하였고, 2019년 10월에는 필콘미디어가 인수했다.
대표 자체제작 프로그램으로 하하버스, 크라임 퀴즈쇼 풀어파일러, 장롱면허 탈출기 극한초보, 공연에 반하다 등이 있다.
2024년 1월 24일에 방송하는 '철인왕후'를 시작으로 '천원짜리 변호사', '열혈사제' 등 장르용어가 많은 장르물 중심으로 한글자막을 적용해 정확한 정보 전달을 제공한다.
2025년 2월 1일부터 AXN 채널에서 NXT로 채널명을 변경되었다.